# Ladytron
Ladytron — англійський електроклешевий гурт, утворений у 1999 році у Ліверпулі. Їхня назва походить від пісні «Ladytron» Roxy Music.

## Дискографія
- «604» (2001)
- «Light & Magic» (2002)
- «Witching Hour» (2005)
- «Velocifero» (2008)
- «Gravity the Seducer» (2011)
- «Ladytron» (2019)
- «Time's Arrow» (2023)

## Концертні альбоми
- «Live at London Astoria 16.07.08» (2009)

## Збірки
- «Softcore Jukebox» (2003)
- «Best of 00-10» (2011)
- «Best of Remixes» (2011)

## Міні-альбоми (EPs)
- «Miss Black and Her Friends» (1999), тільки для Японії
- «Mu-Tron EP» (2000)
- «Extended Play» (2006)
- «The Harmonium Sessions» (2006)